# 香具波志神社
香具波志神社是一座位于日本大阪市淀川区加島的神社。旧社格为村社。

## 祭神
- 倉稻魂神
- 保食神
- 天照皇大神
- 稚産靈神
- 埴山姫神
- 住吉大神
- 八幡大神

## 神社境内
- 上田秋成寓居跡碑・上田秋成先生墓

1774年至4年间，秋成应藤氏邀请居住在该地区。据说这座坟墓是由藤家隆于1811年3月（明成去世三年后）建造的。

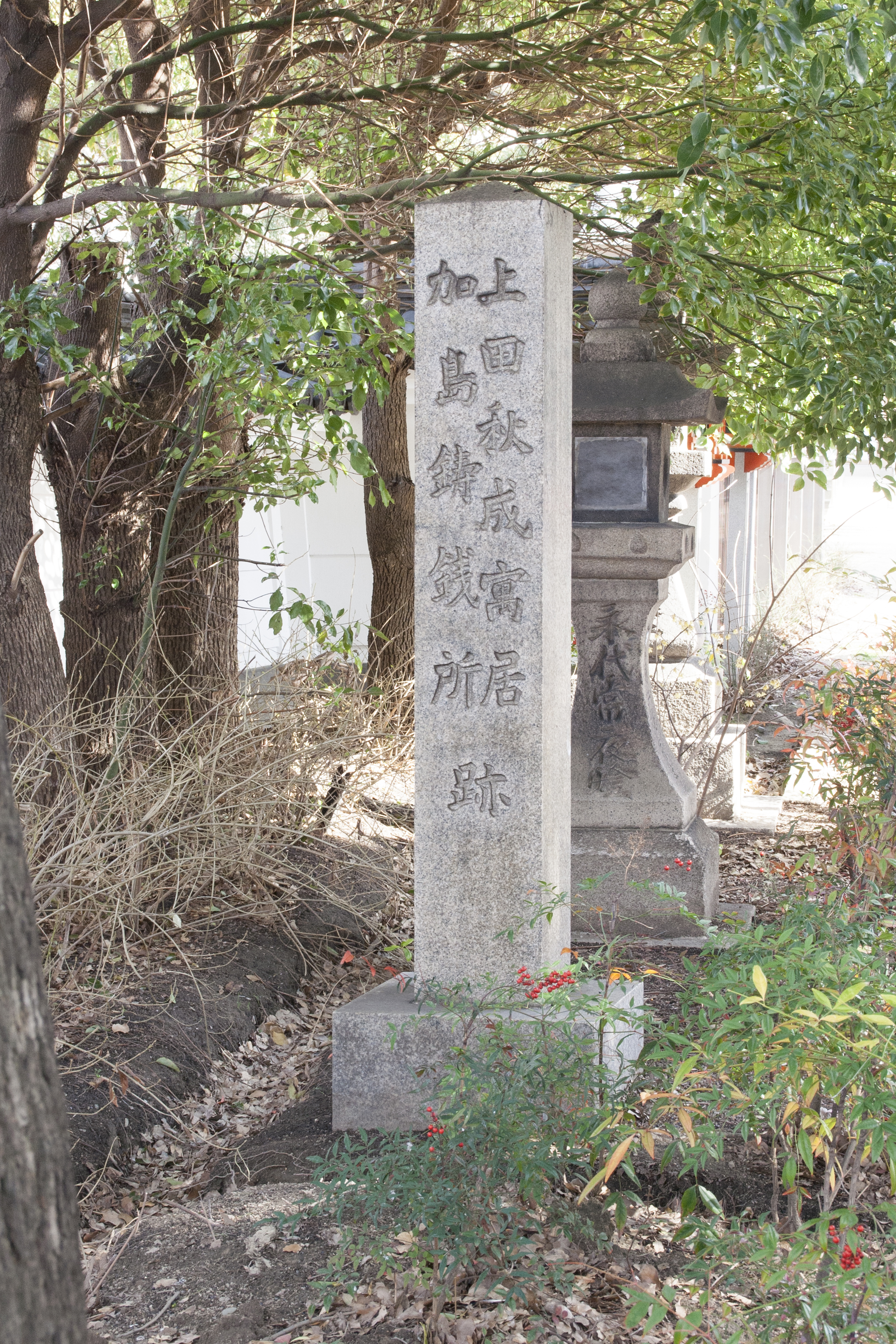
上田秋成寓居跡碑
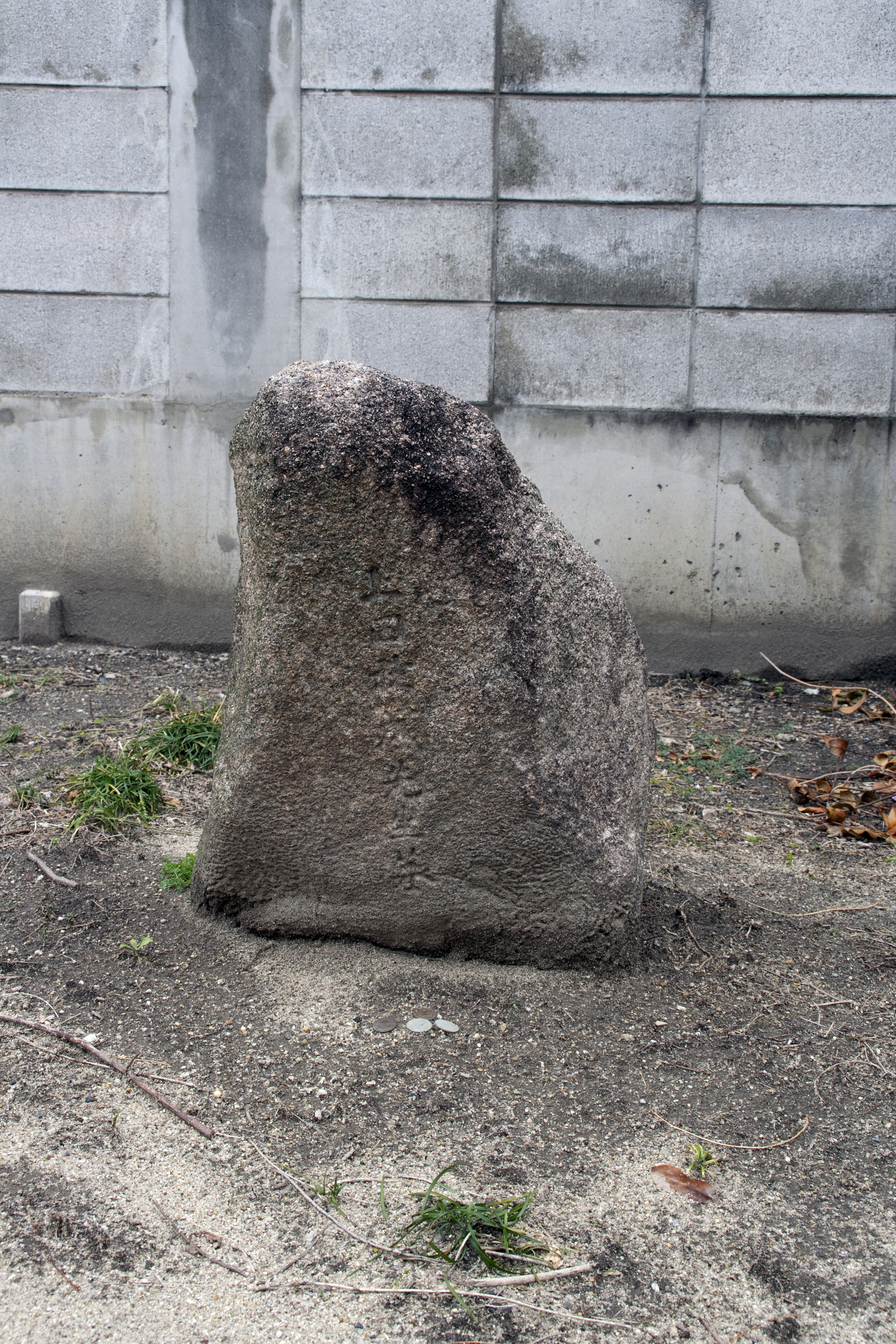
上田秋成先生墓